# Erhard Dietl
Erhard Dietl (* 22. Mai 1953 in Regensburg) ist ein deutscher Autor, Grafiker, Liedermacher und Kinderbuchillustrator.

## Leben
Erhard Dietl, eines von zwei Kindern des katholischen Schriftstellerehepaares Annelies Dietl, geborene Bachl, und Eduard Dietl, studierte ab 1971 an der „Akademie für das graphische Gewerbe“ und an der „Akademie der bildenden Künste München“. Schon während des Studiums zeichnete er für Zeitschriften. Beiträge von Dietl brachten etwa das Zeit-Magazin, der Stern und Cosmopolitan, aber auch Kinderzeitschriften wie Spielen und Lernen, Sesamstraße und Yps.
Seit 1983 illustriert er Kinderbücher, zum Beispiel die Geschichten vom Franz von Christine Nöstlinger, Werke von Kirsten Boie oder Joachim Ringelnatz (Der Nasenkönig) und Erich Kästner (Ironische Verse). 1990 erschien sein Buch Die Olchis sind da, aus dem die Kinderbuchreihe Die Olchis wurde. Insgesamt sind über 100 Kinderbücher von oder unter Mitwirkung von Erhard Dietl erschienen. Dietls Bücher wurden in zahlreiche Sprachen übersetzt, unter anderem erschienen sie in Spanien, Frankreich, Belgien, Japan, Korea, China.
Dietl arbeitete auch für das Kinderprogramm von ARD und ZDF. Bildergeschichten waren Der tapfere Theo, Das nagelneue Pompadonium, Wenn ich groß bin, Papa, steh auf! und Bärenstarke Weihnachten.
Er hat zwei Kindermusicals geschrieben (Die Olchis räumen auf, Der tapfere Theo) und als Liedermacher mehrere CDs für Erwachsene veröffentlicht.
Im Sommer 2021 startete das Animationsabenteuer Die Olchis – Der Kinofilm (Regie: Toby Genkel) in den deutschen Kinos.

## Preise und Auszeichnungen
- Österreichischer Kinder- und Jugendbuchpreis für Der tapfere Theo (1993)
- Stiftung Buchkunst Die schönsten deutschen Bücher
- Silberne Feder und Österreichischer Buchclub der Jugend (Auswahlliste)
- Pädagogischer Interaktiv-Preis in Gold Pädi 2003
- Wildweibchenpreis 2005 für Otto der kleine Pirat (2001)
- Kinderbuchpreis des Landes Nordrhein-Westfalen (1992)
- Die besten sieben Bücher für junge Leser (Januar 2005)
- Bilderbuch des Monats (April 2005)
- Saarländischer Kinder- und Jugendbuchpreis (2011)

## Werke

### Kindertheaterstücke mit Musik
- Der Tapfere Theo (Musik: Walter Kiesbauer)
- Hilfe, die Olchis kommen! (Musik: Walter Kiesbauer)
- Olchige Weihnachten (Musik: Bastian Pusch)
- Das geheime Olchi-Experiment (Musik: Bastian Pusch)

### Buchveröffentlichungen (Auswahl)
- Das Leben ist voll hart, Thienemann Verlag, 2000, ISBN 978-3522173476.
- Ironische Verse (Autor: Erich Kästner, Illustrator: Erhard Dietl), Atrium Verlag, 2001, ISBN 978-3855359417.
- Der Bär auf dem Seil, Ellermann Verlag, 2002, ISBN 978-3770723706
- Der Nasenkönig (Autor: Joachim Ringelnatz, Illustrator: Erhard Dietl), Sauerländer Verlag, 2005, ISBN 978-3794150731; Neuauflage bei der Favoritenpresse, Verlagsagentur Bodo von Hodenberg 2022, ISBN 978-3-96849-045-8.
- Ottos Mops hopst (Autor: Ernst Jandl, Illustrator: Erhard Dietl), cbj Verlag, 2008, ISBN 978-3570133903.
- Piratengeschichten, arsEdition, 2008, ISBN 978-3-7607-3272-5.
- Rufus Rakete und die Piratenblut-Bande, Verlagsgruppe Oetinger, 2008, ISBN 978-3789133145.
- Der krumme Hund und andere tierische Gesellen (mit R. Michl), Gerstenberg Verlag, 2010, ISBN  978-3-8369-2616-4.
- Vier kleine Piraten, arsEdition, 2010, ISBN 978-3-7607-2852-0.
- Frohe Weihnachten, Herr Juri (mit V. Rohner), Gerstenberg Verlag, 2011, ISBN 978-3-8369-5363-4.
- Manchmal wär ich gern ein Tiger, arsEdition, 2011, ISBN 978-3760752952.
- Die Pumpernickels. Alle monsterstarken Geschichten, Sammelband (3 Bände), Arena Verlag, 2015, ISBN 978-3401704159
- Gustav Gorky, 5 Bände, Verlagsgruppe Oetinger, 2012 bis 2017
- Die Olchis, 43 Bände, Verlagsgruppe Oetinger, 1990 bis 2017

### CDs
- Sonne im Kopf, 1998
- Alles nur geträumt, 2000
- Ois nur wega dir, 2001
- Dietl und Stauber, mit Philipp Stauber, 2007
- Haidhausen, mit Philipp Stauber, 2010
- Oide Buidl, mit Sven Faller, 2017

Für Kinder
- Heute will ich ein Olchi sein!, mit Sven Faller, 2007
- Die krötigsten Olchi-Lieder, mit Bastian Pusch, 2013